# Гренада на Светском првенству у атлетици у дворани 2012.
Гренада је шести пут учествовала на Светском првенству у атлетици у дворани 2012. одржаном у Истанбулу од 9. до 11. марта. Репрезентацију Гренаде представљао је један такмичар, који се такмичио у трци на 400 метара.
Гренада није освојила ниједну медаљу нити је остварен неки рекорд. У табели успешности (према броју и пласману такмичара који су учествовали у финалним такмичењима (првих 8 такмичара)) Гренада је делила 39. место са 3 бода.
| Пл. | Земља   | 1. место | 2. место | 3. место | 4. место | 5. место | 6. место | 7. место | 8. место | Бр. фин. | Бод. |
| --- | ------- | -------- | -------- | -------- | -------- | -------- | -------- | -------- | -------- | -------- | ---- |
| 39. | Гренада | 0        | 0        | 0        | 0        | 0        | 1        | 0        | 0        | 1        | 3    |

## Учесници
Мушкарци:
- Кирани Џејмс — 400 м

## Резултати

### Мушкарци
| Атлетичар    | Дисциплина | Лични рекорд | Квалификације | Квалификације | Полуфинале | Полуфинале | Финале   | Финале      | Детаљи |
| Атлетичар    | Дисциплина | Лични рекорд | Резултат      | Место         | Резултат   | Место      | Резултат | Место       | Детаљи |
| ------------ | ---------- | ------------ | ------------- | ------------- | ---------- | ---------- | -------- | ----------- | ------ |
| Кирани Џејмс | 400 м      | 44,80 НР     | 46,64 КВ      | 1. у гр. 2    | 46,04 КВ   | 2. у гр. 3 | 46,21    | 6 / 31 (32) |        |